# Théodore de Wyzewa
Théodore de Wyzewa ou Téodor de Wyzewa, né Teodor Stefan Wyżewski le 12 septembre 1862 à Kalouch et mort le 7 avril 1917 à Paris, est un critique d'art, critique musical et critique littéraire français d'origine polonaise, également écrivain et traducteur multilingue, considéré comme l'un des principaux promoteurs du mouvement symboliste en France.

## Biographie
Théodore Etienne (Teodor Stefan) Wyżewski est le fils de Teodor Wyżewski, exilé polonais devenu médecin installé à Clermont et de Seweryna Grundzinska.
De 1885 à 1888, Teodor de Wyżewa collabore à la Revue Wagnérienne dirigée par Édouard Dujardin. Un an plus tôt, il entrait à La Revue indépendante aux côtés de Félix Fénéon.
Il contribue par de nombreux articles sur la littérature européenne à la Revue des deux Mondes, au Figaro et à divers autres revues et journaux. Il publie une série d'ouvrages sur les grands peintres, des monographies sur plusieurs compositeurs, des récits et romans autobiographiques, ainsi qu'un grand nombre de traductions de l'allemand, de l'anglais, du russe, du polonais, du latin, de l'italien et du danois.
En 1894, il épouse à Etterbeek Marguerite Terlinden (1873-1901), fille du peintre belge Félix Terlinden et tante de l'historien et critique d'art Pierre Francastel. Leur fille Isabelle naît en 1895; elle émigrera aux États-Unis.
Il meurt à son domicile parisien de la rue du Pré-aux-Clercs à l'âge de 54 ans.

## Principales publications
- Mallarmé, notes, La Vogue, 1886.
- Les Grands Peintres de l'Italie, Paris, Firmin-Didot, 1890.
- Les Grands Peintres des Flandres et de la Hollande, Paris, Firmin-Didot, 1890.
- Les Grands Peintres de la France, avec X. Perreau, Paris, Firmin-Didot, 1890.
- Les Grands Peintres de l'Espagne et de l'Angleterre. Histoire sommaire de la peinture japonaise, Paris, Firmin-Didot, 1891.
- " Les grands peintres de l'Allemagne ", Librairie Firmin-Didot et Cie, Paris, 1891
- Les Grands Peintres de l'Allemagne, de la France (période contemporaine), de l'Espagne et de l'Angleterre, suivi de l'histoire sommaire de la peinture japonaise, avec X. Perreau, Paris, Firmin-Didot, 1891.
- La Peinture étrangère au XIXe siècle, Paris, Librairie illustrée, 1892.
- Le Mouvement socialiste en Europe, les hommes et les idées, Paris, Éditions Perrin, 1892.
- Les Arts du feu. Céramique, verrerie, émaillerie, J. Rovam, 1892
- Valbert, ou les Récits d'un jeune homme, roman autobiographique, Paris, Perrin, 1893.
- Contes chrétiens, 2 vol., 1893.
- Les Chefs-d'œuvre de l'art au XIXe siècle. La peinture étrangère au XIXe siècle, 1893.
- Nos maîtres, études et portraits littéraires, Paris, Perrin, 1895.
- Chez les Allemands, l'art et les mœurs, Paris, Perrin, 1895.
- Écrivains étrangers, 3 vol., Paris, Perrin, 1896.
- Beethoven et Wagner, essai d'histoire et de critique musicales, Paris, Perrin, 1898.
- Peintres de jadis et d'aujourd'hui. Les peintres et la vie du Christ ; la peinture primitive allemande ; la peinture suisse ; quelques figures de femmes peintres ; deux préraphaélites ; Puvis de Chavannes ; P.-A. Renoir, Paris, Perrin, 1903.
- Les Maîtres italiens d'autrefois, écoles du Nord, Paris, Perrin, 1907.
- Quelques figures de femmes aimantes ou malheureuses, Paris, Perrin, 1908.
- Excentriques et aventuriers de divers pays, Paris, Perrin, 1910.
- W. A. Mozart : sa vie musicale et son œuvre de l'enfance à la pleine maturité, 1756-1777, essai de biographie critique, avec Georges de Saint-Foix, 2 vol., Paris, Perrin, 1912.
- Ma Tante Vincentine, Paris, Perrin, 1913.
- La Nouvelle Allemagne, 2 vol., Paris, Perrin, 1915-1916.
- Le Cahier rouge, ou les Deux Conversions d'Étienne Brichet, roman autobiographique, Paris, Perrin, 1917.

Traductions
- Emily Brontë, Un amant, Paris, Perrin, 1892.
- Theodor Hertzka, Un voyage à Terre-Libre : coup d'œil sur la société de l'avenir, roman, Chailley, 1894.
- [Traduit du russe], Les Évangiles, avec Georges Art, 1896.
- Léon Tolstoï, Qu'est-ce-que l'art ? 1898.
- Léon Tolstoï, Résurrection, Paris, Perrin, 1900.
- Henryk Sienkiewicz, En vain, 1901.
- Leonard Merrick, L'Imposteur, Paris, Perrin, 1902.
- Leonid Andreïev, L'Épouvante, 1903.
- Léon Tolstoï, Théâtre complet, Paris, Perrin, 1904.
- Robert Louis Stevenson, Saint-Yves, aventures d'un prisonnier français en Angleterre, Paris, Hachette, 1904.
- Robert Louis Stevenson, Le Mort vivant, roman, Paris, Perrin, 1905.
- Robert Louis Stevenson, Le Reflux, roman, Paris, Perrin, 1905.
- Grace Elliott, Sous la Terreur, journal d'une amie de Philippe Égalité, Fayard, 1906.
- Andrew Lang, Les Mystères de l'histoire, 1907.
- Jacques de Voragine, La Légende dorée, Perrin, 1909.
- Robert Hugh Benson, La Lumière invisible, scènes et récits de la vie mystique, 1909.
- Robert Hugh Benson, Le Maître de la terre, 1910.
- Johannes Jørgensen, Pèlerinages franciscains, 1910.
- Johannes Jørgensen, Saint François d'Assise, sa vie et son œuvre, 1910.
- Georg Hermann, La Dette de Jettchen Gebert, roman de mœurs berlinoises, 1911.
- Homère, L'Iliade, H. Laurens, 1911.
- Johannes Jørgensen, Le Livre de la route, 1912.
- Robert Hugh Benson, La Vocation de Frank Guiseley, 1912.
- François d'Assise : Les Petites Fleurs de saint François d'Assise, suivies des Considérations des très saints stigmates, Paris, Perrin, 1912.
- Virgile, Bucoliques et Géorgiques, suivies d'un choix d'idylles de Théocrite, H. Laurens, 1913.
- Charles Lamb, Les Contes de Shakespeare, H. Laurens, 1914.
- Robert Hugh Benson, Les Confessions d'un converti, 1914.
- Alice Muriel Williamson, Souvenirs d'une institutrice anglaise à la cour de Berlin (1909-1914), Paris, Perrin, 1915.
- Frank Barrett, Le Mystère du grand Hesper, roman, 1916.
- John Bernard Walker, La Vengeance du Kaiser, New York bombardé, 1916.
- Arthur Green, Les Souvenirs d'un prisonnier de guerre anglais, Paris, Perrin, 1918.
- Johannes Vilhelm Jensen, Madame d'Ora, Paris, Perrin, 1920.
- Nicola Cavanna, L'Ombrie franciscaine, 1926.
- Léon Tolstoï, Hadji Mourad, également préfacier, illustrations d'Émile-Henry Tilmans, L'Amitié par le livre, 1951.
- Robert Louis Stevenson, L'Évadé d'Édimbourg, Paris, Hachette, 1954.
- Leonid Andreyev, Le Gouverneur et autres nouvelles, avec Serge Persky, Paris, Éditions Julliard, 1972.
- Leonid Andreïev, La Pensée, nouvelle, avec Serge Persky, Ombres, 1989.
- Leonid Andreïev, Le Mensonge nouvelles, avec Serge Persky, Éditions Phébus, 1994.
- Richard Wagner, Beethoven, Stalker, 2006.

## Distinctions
- Académie française[3]
  - 1898 : prix Marcelin-Guérin pour Écrivains étrangers
  - 1902 : prix Jules Janin pour La légende dorée, de Jacques de Voragine
  - 1907 : prix Calmann-Lévy
  - 1913 : prix Alfred-Née